# Nicolas Schmid
Nicolas Schmid (* 22. Februar 1997 in Linz) ist ein österreichischer Fußballtorwart.

## Karriere

### Verein
Schmid begann seine Karriere bei der DSG Union Pichling. 2007 wechselte er zum FC Pasching. 2011 kam er in die AKA Linz, in der er zuletzt im Juni 2015 spielte.
Zur Saison 2015/16 wechselte er zum LASK. Zunächst spielte er jedoch für die Amateure, die SPG FC Pasching/LASK Juniors, für die er im August 2015 in der Regionalliga debütierte, als er am dritten Spieltag jener Saison gegen den SV Lafnitz in der Startelf stand. Im Juli 2016 stand er gegen den SC Austria Lustenau erstmals im Zweitligakader des LASK. Mit den Profis stieg er 2017 in die Bundesliga auf, mit den Juniors 2018 in die 2. Liga.
Zur Saison 2018/19 wurde Schmid an den Zweitligisten FC Blau-Weiß Linz verliehen. Im Oktober 2018 debütierte er in der zweithöchsten Spielklasse, als er am zwölften Spieltag jener Saison gegen die Zweitmannschaft des FK Austria Wien in der Startelf stand. Im Juni 2020 erhielt er einen bis Juni 2023 laufenden Vertrag bei BW Linz. Für Blau-Weiß absolvierte er 98 Zweitligaspiele, ehe er mit dem Klub 2023 in die Bundesliga aufstieg.
In der höchsten Spielklasse kam Schmid in 33 Spielen der Linzer zum Zug. Im August 2024 wechselte er nach sechs Jahren bei Blau-Weiß nach England zum Zweitligisten FC Portsmouth.

### Nationalmannschaft
Schmid absolvierte im Mai 2016 gegen Katar ein Spiel für die österreichische U-19-Auswahl. Im Mai 2025 wurde er erstmals in den Kader der A-Nationalmannschaft berufen.

## Erfolge
- Saison 2017/2018: Meister 2. Liga mit LASK
- Saison 2020/2021: Meister 2. Liga  mit FC Blau-Weiß Linz
- Saison 2022/2023: Meister 2. Liga  mit FC Blau-Weiß Linz